# Vlag van Kortgene

Vlag van Kortgene

De vlag van Kortgene werd tussen 13 december 1965 en 31 december 1994 als gemeentevlag door de Nederlandse gemeente Kortgene gevoerd. Op 1 december 1995 is de gemeente gefuseerd met de voormalige gemeentes Colijnsplaat en Wissekerke om samen de gemeente Noord-Beveland te vormen.
Op 13 december 1965 besloot de gemeenteraad van Kortgene om de volgende vlag te gaan voeren:
Rechthoekig, bestaande uit een groen veld, waarvan de lengte en de hoogte zich verhouden 3:2 met daarop in het midden een rechthoekige afbeelding met de motieven van het gemeentewapen, te weten zes palen in wit en zwart, te beginnen met een witte paal aan de broekingzijde van de vlag, met boven die palen een blauw veld beladen met drie gele zespuntige sterren, welke afbeelding aan beide zijden wordt geflankeerd door een gele paal.
Op de groene vlag, met verhoudingen 3 staat tot 2, stond in het midden een vierkante interpretatie van het gemeentelijk wapen. In dit vierkant de drie sterren uit het wapen en de zes witte en zwarte palen. Als eerste paal een witte aan de broekingzijde (kant van de vlaggenmast) eindigend met een zwarte op de vluchtzijde van de vlag. Boven de palen een blauwe horizontale balk met daarin de drie sterren. Aan weerszijden van het vierkant staat een gele paal van gelijke hoogte. Het groen op de vlag refereert aan het groene eiland Noord-Beveland. De gele palen stellen korenvelden voor. Het witte kader rond het wapenbeeld dient uitsluitend ter verhoging van het contrast. Het ontwerp was van de vlaggenfabriek Shipmate NV uit Vlaardingen. Het was veel creatiever dan een ontwerp van de Hoge Raad van Adel, die niet verder kwam dan een vlag met het wapenbeeld, een kwart slag gedraaid.
Opmerkelijk is dat beschrijving en afbeelding van elkaar afwijken. De beschrijving maakt melding van 6 puntige sterren, de afbeelding toont echter 5 puntige sterren. Omdat de tekening in 2003 is gemaakt is het aannemelijk dat de oorspronkelijke vlag zespuntige sterren had.

## Verwant symbool

Wapen van Kortgene

Aardenburg 
· Arnemuiden 
· Axel 
· Baarland 
· Biervliet 
· Biggekerke 
· Borssele 
· Breskens 
· Brouwershaven 
· Bruinisse 
· Burgh 
· Domburg 
· Dreischor 
· Driewegen 
· Duiveland 
· Ellewoutsdijk 
· 's-Gravenpolder 
· Groede 
· Haamstede 
· 's-Heer Abtskerke 
· 's-Heer Arendskerke 
· Hoedekenskerke 
· Hontenisse 
· IJzendijke 
· Kloetinge 
· Kortgene 
· Koudekerke 
· Krabbendijke 
· Kruiningen 
· Mariekerke 
· Meliskerke 
· Middenschouwen 
· Nieuw- en Sint Joosland 
· Nisse 
· Noordgouwe 
· Oostburg 
· Oostkapelle 
· Oud-Vossemeer 
· Oudelande 
· Ovezande 
· Poortvliet 
· Retranchement 
· Rilland-Bath 
· Ritthem 
· Sas van Gent 
· Scherpenisse 
· Schoondijke 
· Sint-Annaland 
· Sint Jansteen 
· Sint-Maartensdijk 
· Sint Philipsland 
· Sluis 
· Sluis-Aardenburg 
· Stavenisse 
· Valkenisse 
· Vogelwaarde 
· Waarde 
· Waterlandkerkje 
· Wemeldinge 
· Westdorpe 
· Westerschouwen 
· Westkapelle 
· Wissenkerke 
· Wolphaartsdijk 
· Zaamslag 
· Zierikzee 
· Zuiddorpe 
· Zuidzande